# Lajtaproderštof
Lajtaproderštof (njemački: Leithaprodersdorf, mađarski: Lajtapordány) je naselje i općina u austrijskoj saveznoj državi Gradišće, administrativno pripada Kotaru Željezno-okolica. 

## Stanovništvo
Lajtaproderštof prema podacima iz 2010. godine ima 1.155 stanovnika. 1910. godine je imala 821 stanovnika većinom Nijemca.

## Vanjske poveznice
- Internet stranica naselja  Arhivirana inačica izvorne stranice od 18. prosinca 2014. (Wayback Machine)